# Regine Ortlepp
 Regine Ortlepp ist eine deutsche Ingenieurin im Bauingenieurwesen mit dem Schwerpunkt auf Massivbau.

## Werdegang
Regine Ortlepp studierte Architektur an der Universität Dortmund und wechselte ohne Abschluss zum Studium des Bauingenieurwesens an die Technische Universität Dresden. Dieses schloss sie 2001 mit einer Diplomarbeit ab. Nach Beendigung ihres Studiums war sie als wissenschaftliche Mitarbeiterin am Institut für Massivbau der TU Dresden tätig. Im Jahre 2007 entschied sich Regine Ortlepp zum Thema „Untersuchungen zur Verbundverankerung textilbewehrter Feinbetonverstärkungsschichten für Betonbauteile“ zu promovieren.
Nach Studium und Promotion war Regine Ortlepp als Geschäftsführerin des DFG-Sonderforschungsbereiches 528 (Textilbeton) bis 2012 tätig. Das Projekt hatte zum Ziel, gesicherte Grundlagen für die praktische Anwendung von Textilbeton zu schaffen. Danach übernahm sie den Lehrauftrag an der TU Dresden im internationalen Masterstudiengang ACCESS im Modul „Design of Concrete Structures“ und habilitierte 2014. Als wissenschaftliche Mitarbeiterin am Leibniz-Institut für ökologische Raumentwicklung e. V. (IÖR) leitete sie den Forschungsbereich „Umweltrisiken in der Stadt- und Regionalentwicklung“ und derzeit den Bereich „Gebaute Umwelt – Ressourcen und Umweltrisiken“. Ihr fachliches Spektrum erstreckt sich dabei insbesondere über die Themen Bauwesen, Massivbau, Baustoffe, Verstärkung, Textilbewehrter Beton, Carbonbeton, Ressourcenschonung, Recycling, Kreislaufwirtschaft und Sozialökologie.
Vom 9. Dezember 2016 bis 9. Dezember 2021 gehörte Ortlepp dem Jungen Forum der Sächsischen Akademie der Wissenschaften an.

## Publikationen (Auswahl)
Während ihrer Tätigkeiten an der TU Dresden und dem Leibniz-Institut für ökologische Raumentwicklung brachte sie zahlreiche wissenschaftliche Werke heraus.
Ausgewählte Publikationen:
- A. Brückner, R. Ortlepp, M. Curbach: Textile Reinforced Concrete for Strengthening in Bending and Shear. In: Materials and Structures. Band 39, Nr. 8, 2006, S. 741–748. doi:10.1617/s11527-005-9027-2.
- R. Ortlepp, U. Hampel, M. Curbach: A new Approach for Evaluating Bond Capacity of TRC Strengthening. In: Cement and Concrete Composites. Band 28, Nr. 7, 2006, S. 589–597. doi:10.1016/j.cemconcomp.2006.05.003.
- A. Brückner, R. Ortlepp, M. Curbach: Anchoring of shear strengthening for T-beams made of TRC. In: Materials and Structures. Band 41, Nr. 2, 2008, S. 407–418. doi:10.1617/s11527-007-9254-9.
- R. Ortlepp, A. Lorenz, M. Curbach: Column strengthening with TRC: Influences of the column geometry onto the confinement effect. In: Advances in Materials Science and Engineering. Vol. 2009, Article ID 493097, doi:10.1155/2009/493097.
- J. Hausding, E. Lorenz, R. Ortlepp, A. Lundahl, C. Cherif: Application of stitch-bonded multi-plies made by using the extended warp knitting process: reinforcements with symmetrical layer arrangement for concrete. In: The Journal of the Textile Institute. Band 102, Nr. 8, 2011, S. 726–738. doi:10.1080/00405000.2010.515729.
- R. Ortlepp, K. Gruhler, G. Schiller: Material stocks in Germany's non-domestic buildings: a new quantification method. In: Building Research and Information. Band 44, Nr. 8, 2016, S. 840–862. doi:10.1080/09613218.2016.1112096.
- G. Schiller, F. Müller, R. Ortlepp: Mapping the anthropogenic stock in Germany: Metabolic evidence for a circular economy. In: Resources, Conservation & Recycling. Band 123, 2017, S. 93–107. doi:10.1016/j.resconrec.2016.08.007.
- R. Ortlepp, S. Ortlepp: Textile reinforced concrete for strengthening of RC columns: A contribution to resource conservation through the preservation of structures. In: Construction and Building Materials. Band 132, 2017, S. 150–160. doi:10.1016/j.conbuildmat.2016.11.133.
- R. Ortlepp, K. Gruhler, G. Schiller: Materials in Germany’s domestic building stock: calculation model and uncertainties. In: Building Research and Information. Band 46, Nr. 2, 2017, S. 164–178. doi:10.1080/09613218.2016.1264121.
- G. Schiller, K. Gruhler, R. Ortlepp: Continuous Material Flow Analysis Approach for Bulk Nonmetallic Mineral Building Materials Applied to the German Building Sector. In: Journal of Industrial Ecology. Band 21, Nr. 3, 2017, S. 673–688. doi:10.1111/jiec.12595.
- Unsicherheit Zwölfjahresregel – Chance oder Risiko? In: Denkströme. Journal der Sächsischen Akademie der Wissenschaften, Heft 20/2018 (online)
- Weitere Publikationen: https://orcid.org/0000-0002-2109-7468

## Auszeichnungen
- 2015: Outstanding Paper Award der Smart and Sustainable Built Environment (SASBE) Conference 2015, Pretoria
- 2012: Preisträgerin im Hornbach-Wettbewerb im DFG-SPP 1542 „Form follows Force“ für die Entwicklung eines leichten TRC-Winkelstützelements
- 2009: Kurt-Beyer-Preis 2008 (Hochtief Construction AG) für herausragende Ergebnisse der Dissertation
- 2008: Dissertationspreis der Commerzbank-Stiftung 2007 für besonders herausragende wissenschaftliche Arbeiten
- 2002: IABSE Young Engineers Grant (International Association of Bridge and Structural Engineering)
- 2002: Kurt-Beyer-Preis 2001 (Hochtief Construction AG) für herausragende Ergebnisse der Diplomarbeit